# La Femme du voisin
La Femme du voisin (Thy Neighbour's Wife) est un essai de l'écrivain et journaliste américain Gay Talese, publié en 1981 et mis à jour en 2009.
Le sujet est le développement de la révolution sexuelle aux États-Unis à partir des années 1950, particulièrement axé sur le thème de l'amour libre ; l'essai est une synthèse de la sexualité moralement libérée avant l'apparition du sida.
Le titre est une allusion antithétique au dernier des Dix Commandements prescrivant « Thou shalt not covet thy neighbor's wife » (« Tu ne convoiteras pas la femme de ton prochain »).
Pour préparer l'écriture du livre, Talese a lui-même pratiqué l'amour libre pendant plusieurs mois à Sandstone Retreat, la résidence nudiste et échangiste fondée en 1969 par John et Barbara Williamson dans les monts Santa Monica près de Los Angeles, inspirée d'anciennes expériences telles que la communauté d'Oneida.
La Femme du voisin a trois principaux thèmes : une histoire des magazines pornographiques et nudistes en Amérique et de leurs démêlés juridiques contre la censure légale, la vie, la carrière et les aventures sentimentales et sexuelles de Hugh Hefner, le fondateur du magazine Playboy, et une étude de l'amour libre et de l'échangisme qui firent fureur dans les milieux hippies ou branchés du début des années 1970.
Commentaire du Chicago Sun Times : « Tout homme qui le lira s'y reconnaîtra. Et toute femme y découvrira les fantasmes secrets, la solitude et les désirs passionnés de la plupart des hommes. »
Le livre a été traduit en français et publié en 2016 par les Éditions Points  (ISBN 978-2757863664).